# Спиновый триод
Спиновый триод, спинтрон — электронный вакуумный прибор, аналогичный триоду, но управляющий потоком электронов посредством воздействия на спин электронов. Состоит из фотокатода, испускающего спин-поляризованные электроны; перемагничиваемой пленки нанометровой толщины из ферромагнитного материала, играющей роль управляющего электрода и пропускающей испускаемые фотокатодом электроны лишь со спином, по направлению совпадающим с направлением её намагниченности; экрана с люминесцентным покрытием для детектирования электронов. Создан в 2025 г. коллективом учёных Института физики полупроводников им. А.В. Ржанова СО РАН (ИФП СО РАН)